# Москалівська сільська рада (Лановецький район)
Москалі́вська сільська́ ра́да — адміністративно-територіальна одиниця та орган місцевого самоврядування в Лановецькому районі Тернопільської області. Адміністративний центр — село Москалівка.

## Загальні відомості
- Територія ради: 3,895 км²
- Населення ради: 901 особа (станом на 2001 рік)
- Територією ради протікає річка Буглівка

## Населені пункти
Сільській раді підпорядковані населені пункти:
- с. Москалівка
- с. Плиска

## Склад ради
Рада складається з 16 депутатів та голови.
- Голова ради: Загородня Галина Семенівна

### Керівний склад попередніх скликань
| Прізвище, ім'я, по батькові | Основні відомості                                                         | Дата обрання | Дата звільнення |
| --------------------------- | ------------------------------------------------------------------------- | ------------ | --------------- |
| Мартинюк Василь Дмитрович   | Сільський голова, 0957 року народження, член Народної партії              | 26.03.2006   | 31.10.2010      |
| Мартинюк Василь Дмитрович   | Сільський голова, 1957 року народження, освіта вища, член Народної партії | 31.10.2010   | 01.01.2014      |
| Загородня Галина Семенівна  | Сільський голова, 1968 року народження, освіта вища, позапартійна         | 25.05.2014   |                 |

Примітка: таблиця складена за даними сайту Верховної Ради України

### Депутати
За результатами місцевих виборів 2010 року депутатами ради стали:

#### За суб'єктами висування
| Суб'єкт висування | Кількість обраних депутатів | %    |
| ----------------- | --------------------------- | ---- |
| Самовисування     | 15                          | 93,8 |
| Народна партія    | 1                           | 6,3  |

#### За округами
| № округу       | Прізвище, ім'я, по батькові        | Дата визнання обраним | Освіта             | Партійна приналежність | Відомості про обраного депутата                                            |
| -------------- | ---------------------------------- | --------------------- | ------------------ | ---------------------- | -------------------------------------------------------------------------- |
| Народна Партія |                                    |                       |                    |                        |                                                                            |
| 3              | Загородня Галина Семенівна         | 04.11.2010            | вища               | позапартійна           | Москалівська сільська рада, секретарсільської ради                         |
| Самовисування  |                                    |                       |                    |                        |                                                                            |
| 1              | Макодрай Павло Анатолійович        | 22.01.2012            | вища               | позапартійний          | студент магістратури                                                       |
| 2              | Бобелюк Анатолій Миколайович       | 04.11.2010            | середня спеціальна | позапартійний          | ПСГПАгрофірмаЗбруч, комірник                                               |
| 4              | Драбик Ольга Іванівна              | 04.11.2010            | середня спеціальна | позапартійна           | тимчасово не працює                                                        |
| 5              | Мостенець Лариса Петрівна          | 04.11.2010            | вища               | позапартійна           | Москалівська сільська рада, бухгалтер                                      |
| 6              | Приймак Юрій Михайлович            | 18.09.2011            | середня            | позапартійний          | тимчасово не працює                                                        |
| 7              | Наливайчук Олександр Володимирович | 04.11.2010            | середня            | позапартійний          | тимчасово не працює                                                        |
| 8              | Свинарчук Олександа Микитівна      | 04.11.2010            | вища               | позапартійна           | пенсіонер                                                                  |
| 9              | Мудик Світлана Василівна           | 04.11.2010            | середня спеціальна | позапартійна           | Москалівська амбулаторія загальної практики — сімейної медицини, медсестра |
| 10             | Віннічук Іван Михайлович           | 04.11.2010            | середня            | позапартійний          | ПСГПАгрофірмаЗбруч, замісник керівника                                     |
| 11             | Довгаль Василь Іванович            | 04.11.2010            | середня спеціальна | позапартійний          | Волочиський СП «Агро», управляючий                                         |
| 12             | Бойчук Олег Анатолійович           | 15.05.2011            | середня            | позапартійний          | Лановецьке ПТУ, студент                                                    |
| 13             | Вітрук Михайло Олексійович         | 04.11.2010            | вища               | позапартійний          | тимчасово не працює                                                        |
| 14             | Вінічук Василь Мефодійович         | 04.11.2010            | середня            | позапартійний          | тимчасово не працює                                                        |
| 15             | Батенчук Микола Антонович          | 04.11.2010            | середня            | позапартійний          | тимчасово не працює                                                        |
| 16             | Гуменюк Михайло Ігорович           | 06.10.2013            | вища               | позапартійний          | Управління Пенсійного фонду України в Лановецькому районі, юрисконсульт    |